# Karmiel
Karmiel (in ebraico כַּרְמִיאֵל‎?; lett. "i vigneti di Dio") è una città di Israele situata nella valle di Beit HaKerem che divide la parte superiore e inferiore della Galilea. La città venne fondata nel 1964 come città di sviluppo e rappresenta una città a maggioranza ebraica situata in una regione a maggioranza araba.

## Amministrazione

### Gemellaggi
- Pittsburgh[1];
- Denver[2];
- Wilmersdorf;
- Kisvárda[3];
- Metz[4];
- Hamar[5]